# Louis Seigner
Pour les articles homonymes, voir Seigner.
Louis Seigner, né le 23 juin 1903 à Arcisse, hameau de la commune de Saint-Chef dans l'Isère, et mort le 20 janvier 1991 dans le 5e arrondissement de Paris, est un acteur français.

## Biographie
Les parents de Louis étaient épiciers dans la petite commune de Saint-Chef, située au nord de Bourgoin-Jallieu dans le département de l'Isère.

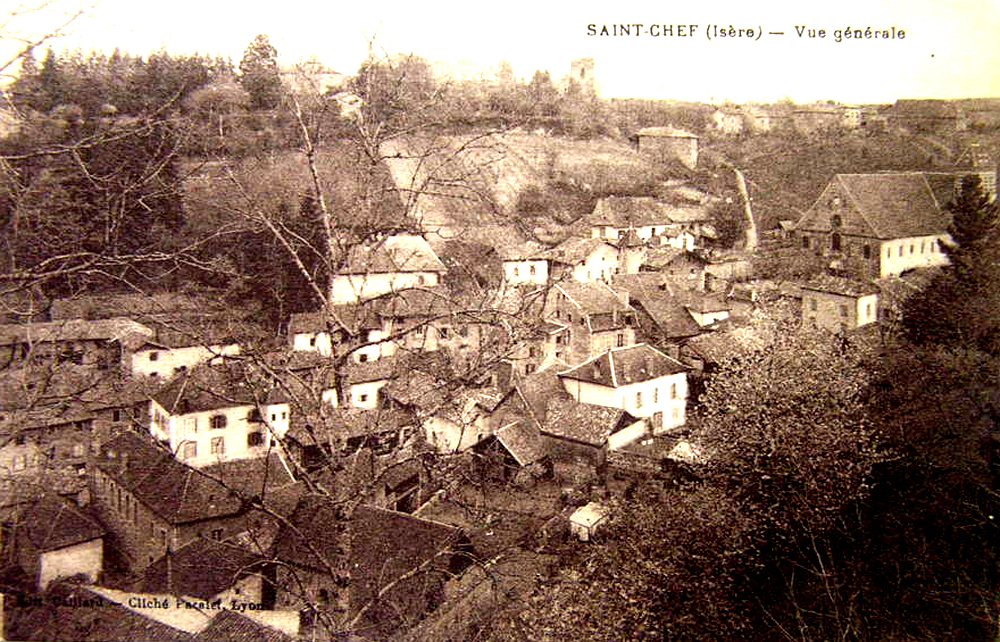
Le village de Saint-Chef à l'époque de la naissance de Louis Seigner.

Passionné dès l'enfance pour le cinéma muet et le théâtre ambulant Grégoire, Louis Seigner, bien qu'il souhaitât devenir chanteur, se forme au conservatoire à Lyon, débute dans son premier rôle à dix-sept ans et monte rapidement à Paris pour suivre les cours du Conservatoire national supérieur d'art dramatique, puis les cours de Firmin Gémier et entrer au théâtre de l'Odéon.
C'est au Conservatoire qu'il rencontre sa future femme Marie Cazeaux (1903-1991). Ils ont trois enfants Françoise (1928-2008) devenue comédienne, Anne-Marie (1934-1993) devenue journaliste et Jean-Louis (1941-2020) devenu photographe. Ce dernier lui a donné trois petites-filles, Marie-Amélie Seigner, Mathilde Seigner et Emmanuelle Seigner, épouse du cinéaste Roman Polanski. Il est donc le bisaïeul de l'actrice Morgane Polanski.
En 1930, il crée avec Jean Nohain et Claude Dauphin la Compagnie théâtrale radiophonique, avec laquelle il interprète des dramatiques sur les ondes. Il est engagé en 1939 à la Comédie-Française par l'écrivain Édouard Bourdet, qui en est alors l'administrateur général. Il en devient sociétaire en 1943.
Durant sa carrière, il tourne dans plus de 150 films et incarne plus de 200 rôles au théâtre, interprétant notamment plus de 1 500 fois Le Bourgeois gentilhomme. Il détiendrait aussi le record de représentations pour le malade imaginaire et Tartuffe.
Au cinéma, il incarne très souvent les notables ou les hommes d'affaires.
Il fut professeur au Conservatoire et doyen de la Comédie-Française.

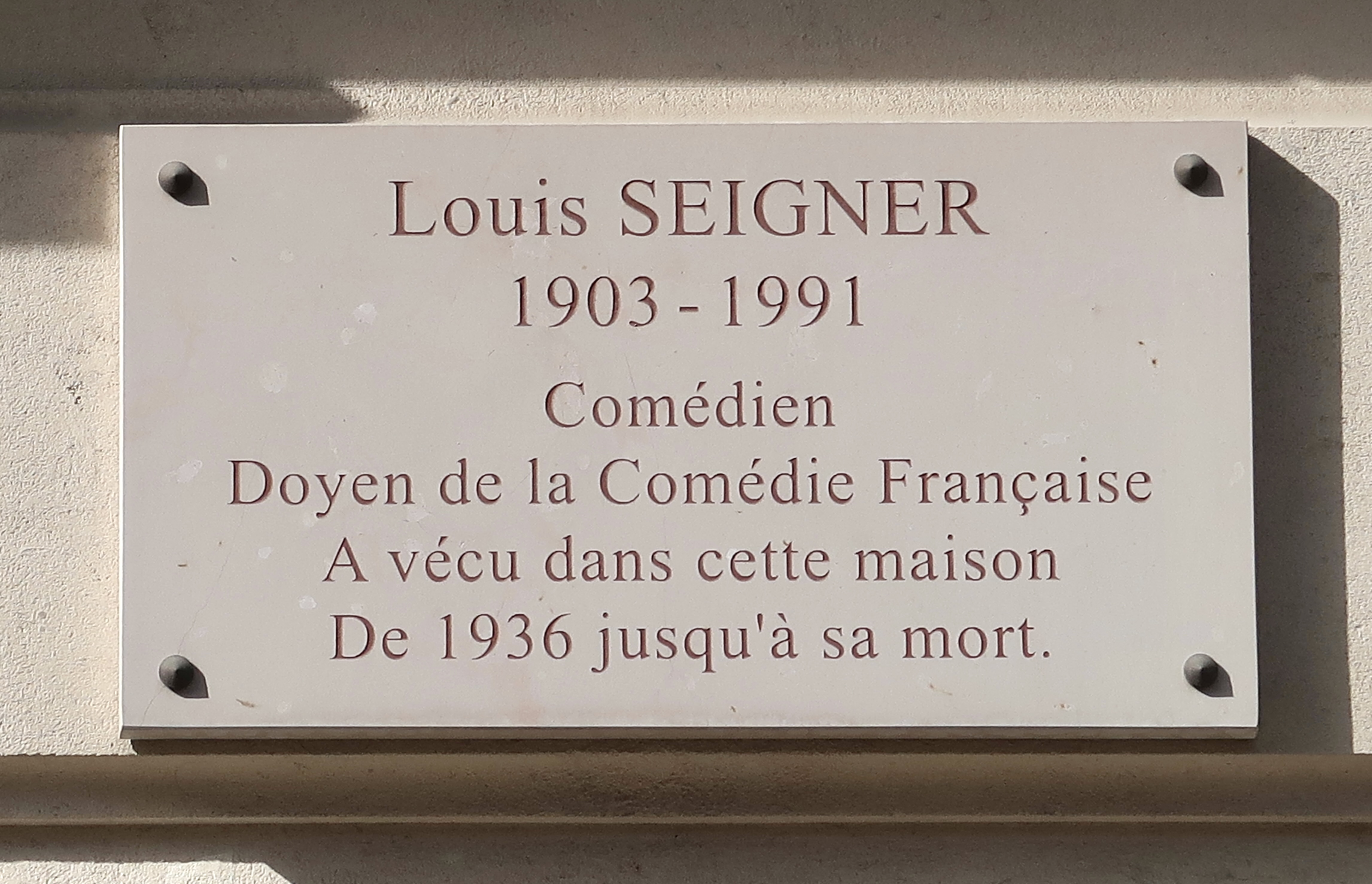
Plaque 12 rue Pierre-et-Marie-Curie (Paris).

En 1965, le général de Gaulle eut recours à ses services pour travailler sa « bonhomie ».
Sa soirée d'adieux à la Comédie Française eut lieu le 25 avril 1974, après un demi-siècle de carrière dans les théâtres nationaux, mais il revint en 1980 pour un rôle dans Lorenzaccio.
Il meurt le 20 janvier 1991 dans son appartement parisien au 12 rue Pierre-et-Marie-Curie, lors d'un incendie apparemment provoqué par une pipe mal éteinte,. Son épouse, sauvée par sa fille Françoise, meurt en octobre de la même année.
Il est inhumé au cimetière parisien d'Ivry (7e division).

## Filmographie

### Cinéma
- 1931 : Une histoire entre mille de Max de Rieux
- 1932 : Chotard et Cie de Jean Renoir : le capitaine
- 1933 : Les Deux mousquetaires de Nini, (court métrage) de Max de Rieux
- 1935 : Le commissaire est bon enfant, (court métrage) de Jacques Becker et Pierre Prévert : Punez, le secrétaire
- 1938 : Alerte en Méditerranée de Léo Joannon : le juge d'instruction
- 1939 : Entente cordiale de Marcel L'Herbier : Eckardstein, l'ambassadeur d'Allemagne
- 1941 : Nous les gosses de Louis Daquin : le directeur de l'école
- 1941 : Le Briseur de chaînes de Jacques Daniel-Norman : le ministre
- 1942 : La Symphonie fantastique de Christian-Jaque : Habeneck
- 1942 : La Loi du printemps de Jacques Daniel-Norman : le docteur
- 1942 : Le Mariage de Chiffon de Claude Autant-Lara : Philippe de Bray
- 1942 : Défense d'aimer de Richard Pottier : le directeur de l'hôtel
- 1943 : Le Voyageur de la Toussaint de Louis Daquin : Maître Hervineau
- 1943 : Des jeunes filles dans la nuit de René Le Hénaff
- 1943 : Goupi Mains Rouges de Jacques Becker : l'instituteur
- 1943 : Les Anges du péché de Robert Bresson : le directeur de la prison
- 1943 : Le Secret de Madame Clapain d'André Berthomieu : Ancelin
- 1943 : Les Roquevillard de Jean Dréville
- 1943 : Le Corbeau d'Henri-Georges Clouzot : Bertrand
- 1943 : Lucrèce de Léo Joannon : le tuteur de François
- 1943 : Vautrin de Pierre Billon, d'après Honoré de Balzac : Frédéric de Nucingen
- 1944 : Premier de cordée de Louis Daquin : le docteur
- 1944 : Service de nuit de Jean Faurez : le docteur Renaud
- 1945 : Le Jugement dernier de René Chanas : Bora
- 1946 : Jéricho d'Henri Calef : le docteur Noblet
- 1946 : L'Homme au chapeau rond de Pierre Billon : le père
- 1946 : Un revenant de Christian-Jaque : Edmond Gonin
- 1946 : Patrie de Louis Daquin : Vargas
- 1946 : Rêves d'amour de Christian Stengel : le comte d'Agoult
- 1947 : Les Chouans d'Henri Calef : l'abbé Gudin
- 1947 : La Femme en rouge de Louis Cuny : Malvet
- 1948 : La Chartreuse de Parme de Christian-Jaque : Grillot
- 1948 : Les Frères Bouquinquant de Louis Daquin : le juge d'instruction
- 1948 : La Carcasse et le Tord-cou de René Chanas : Casimir
- 1948 : Le Colonel Durand de René Chanas : le commandant Millet
- 1948 : D'homme à hommes de Christian-Jaque : Philibert Routourbe
- 1949 : Tête blonde de Maurice Cam : Maître Canard
- 1949 : Un certain monsieur d'Yves Ciampi : le commissaire Clergé
- 1949 : Vire-vent de Jean Faurez : M. Bourride
- 1949 : Rendez-vous de juillet de Jacques Becker : Levase, le professeur d'art dramatique
- 1949 : Singoalla de Christian-Jaque : Priest
- 1949 : Miquette et sa Mère d'Henri-Georges Clouzot : l'évêque
- 1949 : La Marie du port de Marcel Carné : le premier oncle
- 1949 : Maya de Raymond Bernard : le paysan
- 1950 : L'Homme de la Jamaïque de Maurice de Canonge : Capitaine Hoggan
- 1951 : Maître après Dieu de Louis Daquin : le pasteur Lewis
- 1951 : L'Enfant des neiges de Albert Guyot : le père de Gisèle
- 1951 : Dakota 308 de Jacques Daniel-Norman : le commissaire Jaillot
- 1951 : Le Cas du docteur Galloy de Maurice Téboul : le docteur Clarenz
- 1951 : Clara de Montargis d'Henri Decoin : le mari de Clara
- 1951 : Boîte de nuit d'Alfred Rode : Constanzo / Boris Armanian
- 1951 : Coq en pâte de Charles-Félix Tavano : Me Poulard
- 1951 : La Plus belle fille du monde de Christian Stengel : M. Dumont
- 1951 : Le Dindon de Claude Barma : Pinchard
- 1951 : Monsieur Octave ou L'Escargot de Maurice Téboul (film resté inédit)
- 1951 : Napoléon Bonaparte, empereur des Français, documentaire de Jean Tedesco : voix des commentaires
- 1952 : Les Dents longues de Daniel Gélin : Antoine Josserand
- 1952 : Le Plaisir de Max Ophüls - sketch La Maison Tellier : Tourneveau
- 1952 : Les Sept Péchés capitaux - sketch L'Orgueil de Claude Autant-Lara : l'oncle Henri
- 1952 : Nous sommes tous des assassins d'André Cayatte : l'abbé Roussard
- 1952 : Seuls au monde de René Chanas : le directeur
- 1952 : Le Jugement de Dieu de Raymond Bernard : le bourgmestre d'Augsbourg (film réalisé en 1949)
- 1952 : Adorables Créatures de Christian-Jaque : Gaston Lebridel
- 1952 : Son dernier Noël de Jacques Daniel-Norman : le professeur Valensio
- 1952 : La Fête à Henriette de Julien Duvivier : l'un des deux scénaristes
- 1952 : Les Amants de minuit de Roger Richebé : M. Paul
- 1953 : Kœnigsmark de Solange Térac : Cyrus Beck
- 1953 : Les Amours finissent à l'aube d'Henri Calef : Lanzel, le directeur
- 1953 : Minuit quai de Bercy de Christian Stengel : le président Stéphane Andrieux
- 1953 : L'Esclave d'Yves Ciampi : le docteur Denis
- 1953 : Lucrèce Borgia de Christian-Jaque : le magicien
- 1954 : L'Ennemi public numéro un d'Henri Verneuil : le directeur de la prison
- 1954 : Les Amours de Manon Lescaut (Gli amori di Manon Lescaut) de Mario Costa : le duc de Forchamps
- 1954 : Si Versailles m'était conté... de Sacha Guitry : Lavoisier
- 1954 : Zoé de Charles Brabant : Delay
- 1954 : Obsession de Jean Delannoy : l'avocat général
- 1954 : La Belle Otero de Richard Pottier : Marcel
- 1954 : Le Comte de Monte-Cristo de Robert Vernay : Joannès, le bijoutier
- 1955 : La Chasse aux maris ou Jeunes filles d'aujourd'hui (Ragazze d'oggi) de Luigi Zampa
- 1955 : La Rue des bouches peintes de Robert Vernay : Spears
- 1955 : Les Nuits de Montmartre de Pierre Franchi : l'inspecteur Doirel
- 1955 : Les Premiers Outrages de Jean Gourguet : Arnaud, le professeur
- 1955 : Marguerite de la nuit de Claude Autant-Lara : l'homme de l'hôtel
- 1956 : Milord l'Arsouille de André Haguet : Geoffroy
- 1956 : Paris, Palace Hôtel d'Henri Verneuil : Brugnon
- 1957 : Miss Catastrophe de Dimitri Kirsanoff : Scott
- 1957 : Quelle sacrée soirée ou Nuit blanche et rouge à lèvres de Robert Vernay : le directeur
- 1957 : Le Grand Bluff de Patrice Dally : le président du conseil d'administration
- 1957 : Les Espions d'Henri-Georges Clouzot : Valette
- 1957 : Nathalie de Christian-Jaque : le commissaire Pipart
- 1957 : La Vengeance (La venganza) de Juan Antonio Bardem : Merlin
- 1958 : Le Bourgeois gentilhomme de Jean Meyer : Monsieur Jourdain
- 1958 : Les Grandes Familles de Denys de La Patellière : Raoul Leroy
- 1958 : Les Jeux dangereux de Pierre Chenal : Leroy-Gomez
- 1959 : Quai des illusions d'Émile Couzinet : M. Vincent
- 1959 : Les Affreux de Marc Allégret et Gilles Grangier : Lebreteuil, président du tribunal
- 1959 : Rue des prairies de Denys de La Patellière : le procureur
- 1959 : Le Mariage de Figaro de Jean Meyer : Bartholo
- 1959 : Les Yeux de l'amour de Denys de La Patellière : le maître
- 1959 : Nous sommes tous coupables (Il magistrato) de Luigi Zampa
- 1959 : À pleines mains de Maurice Regamey : l'inspecteur Toussaint
- 1959 : Détournement de mineures de Walter Kapps : l'inspecteur Max
- 1960 : Les Frangines de Jean Gourguet : le directeur de l'institution
- 1960 : Le Baron de l'écluse de Jean Delannoy : Léon Duval
- 1960 : Les Cosaques (I cosacchi) de Victor Tourjansky et Giorgio Rivalta
- 1960 : Le Panier à crabes de Joseph Lisbona : Jordan
- 1960 : La Vérité d'Henri-Georges Clouzot : le président
- 1960 : Le Président d'Henri Verneuil : Lauzet-Duchet
- 1961 : Le Petit Garçon de l'ascenseur de Pierre Granier-Deferre : Anselme
- 1961 : L'Éclipse (L'eclisse) de Michelangelo Antonioni : Ercoli
- 1962 : Al otro lado de la ciudad d’Alfonso Balcázar
- 1962 : Carillons sans joie de Charles Brabant : le colonel du quatrième RCA
- 1962 : Les Faux Jetons (I massaggiatrici) de Lucio Fulci : le président
- 1964 : Les Amitiés particulières de Jean Delannoy : le père Lauzon
- 1965 : La Corde au cou de Joseph Lisbona
- 1966 : Soleil noir de Denys de La Patellière : Gaston Rodier
- 1968 : Le Pacha de Georges Lautner : le directeur de la police
- 1973 : Prêtres interdits de Denys de La Patellière : l'évêque
- 1974 : La Race des seigneurs de Pierre Granier-Deferre : Garcin
- 1975 : Section spéciale de Costa-Gavras : le Garde des Sceaux, Joseph Barthélemy
- 1975 : Bons baisers de Hong Kong d'Yvan Chiffre : Vannier
- 1976 : Monsieur Klein de Joseph Losey : le père de Robert Klein
- 1981 : Asphalte de Denis Amar : le vieil homme
- 1982 : Les Misérables de Robert Hossein : Monseigneur Myriel

### Télévision
- 1957 : Bartleby, l'écrivain de Claude Barma (téléfilm) : Sam
- 1958 : En votre âme et conscience, épisode : L'Affaire Peltzer de  Claude Barma
- 1959 : Le Malade imaginaire de Claude Dagues (télélfilm) : Argan
- 1960 : Le Barbier de Séville de François Gir (téléfilm) : Bartholot
- 1968 : Au théâtre ce soir - Le Dindon de Georges Feydeau, mise en scène Jean Meyer, réalisation Pierre Sabbagh, théâtre Marigny (spectacle de la Comédie-Française) : Pinchar
- 1969 : L'Émigré de Brisbane de Jean Pignol (téléfilm) : Le cocher
- 1971 : Mais n'te promène donc pas toute nue ! de Jacques Audoir (téléfilm) : M. Hochepaix
- 1972 - 1973 : Les Rois maudits de Claude Barma (série télévisée) : Spinello Tolomeï
- 1973 : Molière pour rire et pour pleurer de Marcel Camus (série télévisée) : M. Poquelin père
- 1974 : Julie Charles de Jean Kerchbron (téléfilm) : M. Charles
- 1975 : Nicomède de Pierre Corneille, mise en scène François Chaumette, réalisation Roger Benamou (spectacle de la Comédie-Française) : Prusias
- 1976 : Au théâtre ce soir - La Femme de paille, de Catherine Arley, mise en scène Raymond Gérome, réalisation Pierre Sabbagh, théâtre Édouard VII : Karl Richmond
- 1977 : Lorenzaccio (téléfilm) : Philippe Strozzi
- 1977 : C'est Mozart qu'on assassine de Pierre Goutas (téléfilm) : Le grand-père
- 1977 : Cinéma 16 - Esprit de suite de Jean Henin (série télévisée) : Thomas
- 1978 : Mais n'te promène donc pas toute nue ! de Jeannette Hubert (téléfilm) : Hochepaix
- 1979 : On purge bébé de Jeannette Hubert (téléfilm) : Adhémar Chouilloux

## Théâtre

### Avant la Comédie-Française
- 1924 : L'homme qui n'est plus de ce monde de Lucien Besnard, Théâtre de l'Odéon
- 1924 : Jésus de Nazareth de Paul Demasy, mise en scène Firmin Gémier, Théâtre de l'Odéon
- 1924 : Ysabeau de Paul Fort, mise en scène Firmin Gémier, Théâtre de l'Odéon
- 1928 : Chotard et Cie de Roger Ferdinand, Théâtre de l'Odéon
- 1930 : Boën ou la possession des biens de Jules Romains, mise en scène Alexandre Arquillière, Théâtre de l'Odéon
- 1931 : Madame Sans Gêne de Victorien Sardou et Émile Moreau, Théâtre de l'Odéon
- 1932 : L'Affaire des poisons de Victorien Sardou, Théâtre de l'Odéon
- 1933 : Napoléon de Saint-Georges de Bouhélier, Théâtre de l'Odéon
- 1934 : Pile ou face de Louis Verneuil, Théâtre de l'Odéon
- 1934 : Jeanne d'Arc de Saint-Georges de Bouhélier, Théâtre de l'Odéon
- 1934 : Le Procureur Hallers de Louis Forest et Henry de Gorsse d'après Paul Lindau, Théâtre de l'Odéon
- 1937 : Le Mari singulier de Luc Durtain, Théâtre de l'Odéon
- 1938 : Le Président Haudecœur, Théâtre de l'Odéon
- 1938 : Le roi Soleil, de Saint-Georges de Bouhélier, Théâtre de l'Odéon[7]

### Comédie-Française

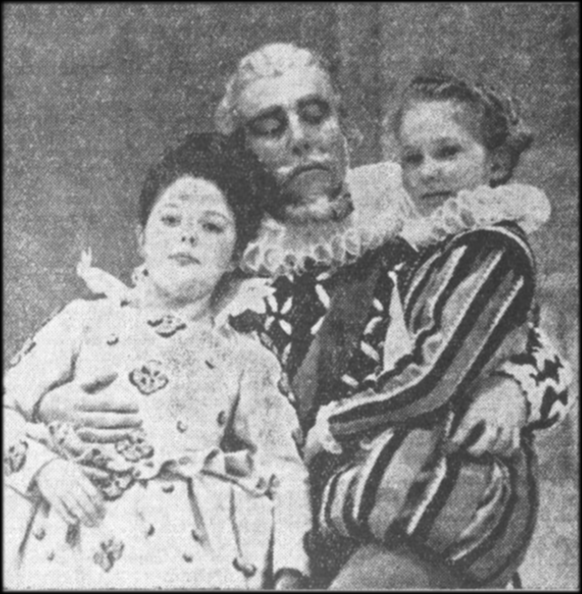
Paulette Frantz, Louis Seigner et Claude Borelli dans La Bête, en 1939.

- Entrée à la Comédie-Française en 1939
- Sociétaire en 1943
- 407e sociétaire
- Doyen 1960-1971
- Sociétaire honoraire en 1972
- 1939 : La Bête de Marius Riollet, Comédie-Française
- 1939 : Le Jeu de l'amour et de la mort de Romain Rolland, mise en scène Denis d'Inès, Comédie-Française
- 1940 : On ne badine pas avec l'amour d'Alfred de Musset, mise en scène Pierre Bertin, Comédie-Française
- 1940 : Le Carrosse du Saint-Sacrement de Prosper Mérimée, mise en scène Jacques Copeau, Comédie-Française
- 1940 : Le Cid de Corneille, mise en scène Jacques Copeau, Comédie-Française
- 1941 : Lucrèce Borgia de Victor Hugo, mise en scène Émile Fabre, Comédie-Française
- 1941 : André del Sarto d'Alfred de Musset, mise en scène Jean Debucourt, Comédie-Française
- 1942 : Le Barbier de Séville de Beaumarchais, mise en scène Pierre Dux, Comédie-Française
- 1942 : Hamlet de William Shakespeare, mise en scène Charles Granval, Comédie-Française
- 1942 : Iphigénie en Tauride de Goethe, mise en scène Jean Yonnel, Comédie-Française
- 1942 : Le Cheval arabe de Julien Luchaire, mise en scène Jean Debucourt, Comédie-Française
- 1942 : La Reine morte d'Henry de Montherlant, mise en scène Pierre Dux, Comédie-Française
- 1943 : Le Chevalier à la mode de Florent Carton Dancourt, mise en scène Jean Meyer, Comédie-Française
- 1943 : Le Sot et les fripons de Carmontelle, Comédie-Française
- 1943 : Le Soulier de satin de Paul Claudel, mise en scène Jean-Louis Barrault, Comédie-Française
- 1943 : La Légende du Chevalier d'André de Peretti Della Roca, mise en scène Julien Bertheau, Comédie-Française
- 1944 : La Seconde Surprise de l'amour de Marivaux, mise en scène Pierre Bertin, Comédie-Française
- 1945 : Antoine et Cléopâtre de William Shakespeare, mise en scène Jean-Louis Barrault, Comédie-Française
- 1945 : Les Fausses Confidences de Marivaux, mise en scène Maurice Escande, Comédie-Française
- 1946 : Le Voyage de monsieur Perrichon d'Eugène Labiche et Édouard Martin, mise en scène Jean Meyer, Comédie-Française
- 1946 : Britannicus de Racine, mise en scène Julien Bertheau, Comédie-Française
- 1946 : Le Mariage de Figaro de Beaumarchais, mise en scène Jean Meyer, Comédie-Française
- 1946 : Les Fiancés du Havre d'Armand Salacrou, mise en scène Pierre Dux, Comédie-Française
- 1946 : Bérénice de Racine, mise en scène Gaston Baty, Comédie-Française : Paulin (24 fois, 1946-1947)
- 1947 : Asmodée de François Mauriac, mise en scène Jacques Copeau, Comédie-Française
- 1948 : Le Misanthrope de Molière, mise en scène Pierre Dux, Comédie-Française
- 1948 : Un chapeau de paille d'Italie d'Eugène Labiche et Marc-Michel, mise en scène Gaston Baty, Comédie-Française
- 1948 : L'Ami Fritz d'Erckmann-Chatrian, Comédie-Française
- 1948 : Les Femmes du bœuf de Jacques Audiberti, mise en scène Jean Debucourt, Comédie-Française
- 1948 : Les Temps difficiles d'Édouard Bourdet, mise en scène Pierre Dux, Comédie-Française
- 1949 : On ne badine pas avec l'amour d'Alfred de Musset, mise en scène Julien Bertheau, Comédie-Française
- 1949 : Le Roi de Robert de Flers et Gaston Arman de Caillavet, mise en scène Jacques Charon, Comédie-Française
- 1949 : L'Homme de cendres d'André Obey, mise en scène Pierre Dux, Comédie-Française, au Théâtre de l'Odéon
- 1950 : Le Président Haudecœur de Roger Ferdinand, mise en scène Louis Seigner, Comédie-Française
- 1950 : L'Arlésienne d'Alphonse Daudet, mise en scène Julien Bertheau, Comédie-Française
- 1951 : Le commissaire est bon enfant de Georges Courteline, mise en scène Robert Manuel, Comédie-Française
- 1951 : Le Dindon de Georges Feydeau, mise en scène Jean Meyer, Comédie-Française
- 1951 à 1971 : Le Bourgeois gentilhomme de Molière, mise en scène Jean Meyer, Comédie-Française
- 1952 : Les Fiancés du Havre d'Armand Salacrou, mise en scène Pierre Dux, Comédie-Française
- 1953 : Crainquebille d'Anatole France, Comédie-Française
- 1954 : Étienne de Jacques Deval, Comédie-Française
- 1958 : Le Malade imaginaire de Molière, mise en scène Robert Manuel[8]
- 1961 : Britannicus de Racine, mise en scène Michel Vitold, Comédie-Française
- 1962 : La Troupe du Roy, Hommage à Molière, mise en scène Paul-Émile Deiber, Comédie-Française
- 1962 : Le Dindon de Georges Feydeau, mise en scène Jean Meyer, Comédie-Française
- 1964 : Donogoo de Jules Romains, mise en scène Jean Meyer, Comédie-Française
- 1966 : Le Voyage de monsieur Perrichon d'Eugène Labiche et Édouard Martin, mise en scène Jacques Charon, Comédie-Française
- 1967 : L'Émigré de Brisbane de Georges Schéhadé, mise en scène Jacques Mauclair, Comédie-Française
- 1970 : Malatesta de Henry de Montherlant, mise en scène Pierre Dux, Comédie-Française
- 1971 : Nicomède de Pierre Corneille, mise en scène François Chaumette, Comédie-Française
- 1971 : Mais n'te promène donc pas toute nue ! de Georges Feydeau, mise en scène Jean-Laurent Cochet, Comédie-Française
- 1976 : Lorenzaccio d'Alfred de Musset, mise en scène Franco Zeffirelli, Comédie-Française
- 1977 : Lorenzaccio d'Alfred de Musset, mise en scène Franco Zeffirelli, Comédie-Française

### Hors Comédie-Française
- 1965 : Le Bourgeois gentilhomme de Molière, mise en scène Jean Darnel, Château d'Angers
- 1973 : La Débauche de Marcel Achard, mise scène Jean Le Poulain, Théâtre de l'Œuvre
- 1975 : Crime et Châtiment de Fiodor Dostoïevski, mise en scène Robert Hossein, Théâtre de Paris
- 1978 : Boulevard Feydeau pièces de Georges Feydeau : Feu la mère de madame, On purge bébé, mise en scène Raymond Gérome, Théâtre des Variétés

Enregistrement disponible sur France Culture de la pièce Vautrin de Edmond Guiraud enregistrée en 1961 Vautrin dans laquelle il interprète le rôle titre.

## Discographie
- Père Lipopette et Sacripan (1975) (avec Marie-Hélène Breillat) (45 t Festival SPX 183)

## Distinctions
- Officier de la Légion d'honneur
- Commandeur de l'ordre national du Mérite
- Commandeur de l'ordre des Arts et des Lettres